# أمارة أحمد أوتارا
أماره أحمد اوتارا (ولد 21 أكتوبر 1983) لاعب كرة قدم محترف سابق في بوركينا فاسو كلاعب خط وسط مهاجم. 

## مسيرته المهنة بالنادي
ولد أوتارا في بوبو ديولاسو بوركينا فاسو. بعد أن بدأ بشكل احترافي في بلاده مع رايل كلب دو كاديوغو في عام 2003، انتقل واتارا في العام التالي إلى ساحل العاج، حيث وقع عقدًا مع أسيك ميموسا.
أمضى أوتارا سنواته التالية في فرنسا، ودائمًا في الدوريات الدنيا (الدوري الفرنسي الدرجة الثالثة)؛ بدأ مع نادي تشيربورغ (24 مباراة وهدف واحد في نصفي موسم)، ثم نادي راون الرياضي (13 مباراة في 2007–2008) و نادي مونتلوكون.

## مسيرته الدولية
كان أول ظهور دولي لأوتارا مع بوركينا فاسو عام 2003، حيث كان عضوا في المنتخب الوطني في كأس الأمم الأفريقية 2004، وبسبب احتلاله المركز الأخير في مجموعته في الدور الأول، فشل في تأمين التأهل إلى ربع النهائي.
كما مثل الأمة في بطولة العالم للشباب لكرة القدم 2003، حيث انتهى على قمة دور المجموعات، قبل خروجه في دور الـ16.